# Fiordo de Nærøy
El fiordo de Nærøy o Nærøyfjord (en noruego: Nærøyfjorden) es un fiordo interior de Noruega localizado en la costa occidental de la península escandinava, en aguas del mar del Norte, en el gran fiordo de Sogn. Administrativamente sus riberas pertenecen al municipio de Aurland del condado de Vestland. Tiene unos 17 kilómetros de largo y constituye un destino turístico importante.
En 2005, el fiordo de Nærøyfjord y el fiordo de Geiranger fueron declarados Patrimonio de la Humanidad por la Unesco, con la denominación «Fiordos occidentales de Noruega».